# Susanna d'Itàlia
Susanna d'Itàlia o Rozala d'Ivrea (v 937 - Flandes 1003).

## Orígens familiars
Filla del rei Berenguer II d'Itàlia i de Wil·la III d'Arle, fou neta del també marquès Adalbert I d'Ivrea.

## Núpcies i descendents
Es casà, en primeres núpcies, amb el comte Arnold II de Flandes, amb el qual va tenir tres fills:
- Balduí IV de Flandes (980-1035), comte de Flandes
- Eudes de Cambrai
- Matilda (?-995)

Es casà, en segones núpcies, el 989 amb el rei Robert II de França. Tot i la seva avançada edat, uns cinquanta anys, es casà amb el rei francès, que en tenia divuit, en virtut d'un tracte que firmà Hug Capet pel qual rebé en dot les ciutats de Montreuil-sur-Mer i Ponthieu. En el moment del casament Rozela de Provença es canvià el seu nom de naixement pel de Susanna d'Itàlia. Robert el Piadós, però, la repudià l'any 996 per casar-se amb Berta de Borgonya.
Susanna d'Itàlia realment no arribà a ser reina consort de França, ja que fou repudiada un any abans d'accedir Robert II al tron francès. Susanna, en ser repudiada, marxà cap a Flandes, on morí el 7 de febrer de l'any 1003.